# 페틀라와드 폭발 사고
페틀라와드 폭발 사고는 2015년 9월 12일 인도 마디아프라데시 주 자부아 현 페틀라와드의 한 식당에서 일어난 사고이다. 적어도 105명이 사망하고, 150명 이상이 부상당했다.